# Пател, Прити
Дама Прити Сушиль Патель, в английской транскрипции При́ти Су́шил Па́тел (англ. Dame Priti Sushil Patel; род. 29 марта 1972, Лондон) — британский политик, младший министр по вопросам занятости в Министерстве труда и пенсий Великобритании (с 11 мая 2015 по 14 июля 2016). С 14 июля 2016 по 8 ноября 2017 года — министр международного развития в первом и втором кабинетах Терезы Мэй. Министр внутренних дел Великобритании (2019—2022).

## Биография
Родилась 29 марта 1972 года в лондонском боро Ислингтон в семье индийских мигрантов из Уганды. Окончила Уотфордскую среднюю школу для девочек, получила диплом по экономике в Килском университете и степень магистра наук (MSc) по специальности «Политика» в Эссекском университете.

### Политическая карьера
В 1995—1997 годах была пресс-секретарём евроскептической Партии референдума, получившей на выборах 1997 года 2,6 % голосов. Когда в 1997 году Консервативная партия сменила свою позицию касательно европейской валюты, Пател перешла к консерваторам.
В 2005 году Пател предприняла неудачную попытку избрания в Палату общин от Консервативной партии в избирательном округе Северный Ноттингем (Nottingham North). Добилась успеха на парламентских выборах 6 мая 2010 года в избирательном округе Уитэм в графстве Эссекс. С 2013 года является активисткой индийской диаспоры Соединённого Королевства, в 2013—2014 годах состояла в Политическом консультативном совете (Policy Advisory Board).
15 июля 2014 года премьер-министр Дэвид Кэмерон произвёл серию кадровых перемещений в своём первом кабинете, и одним из принятых им решений стало назначение Прити Пател секретарём казначейства в Министерстве финансов со сферой ответственности в области налоговой политики. Политический шаг Кэмерона обсуждался в прессе, поскольку Пател принадлежит к правому крылу консерваторов и, в частности, является сторонником восстановления смертной казни.
7 мая 2015 года на очередных парламентских выборах Прити Пател одержала убедительную победу в своём прежнем округе Уитэм с результатом 57,5 % голосов избирателей против 16 % у сильнейшего из соперников — кандидата Партии независимости Гэрри Кокрилла (Garry Cockrill).
11 мая 2015 года Кэмерон сформировал свой второй кабинет, назначив Прити Пател на должность младшего министра по вопросам занятости в Министерстве труда и пенсий, которая дала ей право участвовать в заседаниях правительства.

### Работа в правительствах Терезы Мэй
13 июля 2016 года Дэвид Кэмерон ушёл в отставку с должности премьер-министра в связи с исходом референдума о членстве Великобритании в Евросоюзе, на котором избиратели проголосовали за выход страны из ЕС. Преемником Кэмерона стала министр внутренних дел Великобритании Тереза Мэй, в её кабинете Прити Пател назначена министром международного развития.
8 ноября 2017 года, отозванная премьер-министром из поездки в Африку, подала в отставку, признав факт своих несанкционированных встреч с официальными представителями Израиля, в том числе с премьер-министром Биньямином Нетаньяху, в августе и позднее. 9 ноября преемником Пател на посту министра международного развития была назначена Пенни Мордонт, ранее занимавшая должность замглавы министерства труда и по делам пенсий.

### Работа в правительствах Бориса Джонсона
24 июля 2019 года назначена Министром внутренних дел в первом кабинете Бориса Джонсона.
3 марта 2020 года появились обвинения против Прити Пател в травле своих сотрудников в период, начиная с её работы в Министерстве международного развития в 2016 году и до недавнего времени. Пател отвергла все обвинения, а 4 марта премьер-министр Джонсон, выступая в парламенте, в ответ на требование лидера лейбористов Джереми Корбина привлечь Пател к ответственности, безоговорочно одобрил её деятельность на посту министра внутренних дел, отметив такие достижения, как увеличение количества полицейских на улицах и эффективные меры по ограничению нелегальной иммиграции.
К июлю 2021 года подготовила законопроект, усложняющий доступ на территорию Великобритании для соискателей политического убежища (в частности, предлагается создание за пределами страны центров временного содержания претендентов на убежище) и ужесточающий ответственность для организаторов нелегальной переправки людей через границу.
6 сентября 2022 года при формировании правительства Лиз Трасс Прити Пател не получила никакого назначения, а её преемницей стала Суэлла Браверман.

### Парламентская деятельность (с 2022)
4 июля 2024 года состоялись досрочные парламентские выборы, которые принесли консерваторам тяжелейшее поражение, но Пател, потеряв почти половину электората по сравнению с предыдущими выборами, всё же победила в своём прежнем округе Уитем с результатом 37,2 %, сумев опередить кандидата лейбористов Руми Чаудхури (Rumi Chowdhury), который набрал 27 % голосов, увеличив на 9 % прошлый результат лейбористов в округе.
5 ноября 2024 года по завершении выборов нового лидера Консервативной партии, на которых Пател выставила свою кандидатуру, но потерпела неудачу, новый лидер консерваторов Кеми Баденок сформировала свой теневой кабинет, в котором Прити Пател получила должность теневого министра иностранных дел, по делам Содружества и международного сотрудничества.

## Семья

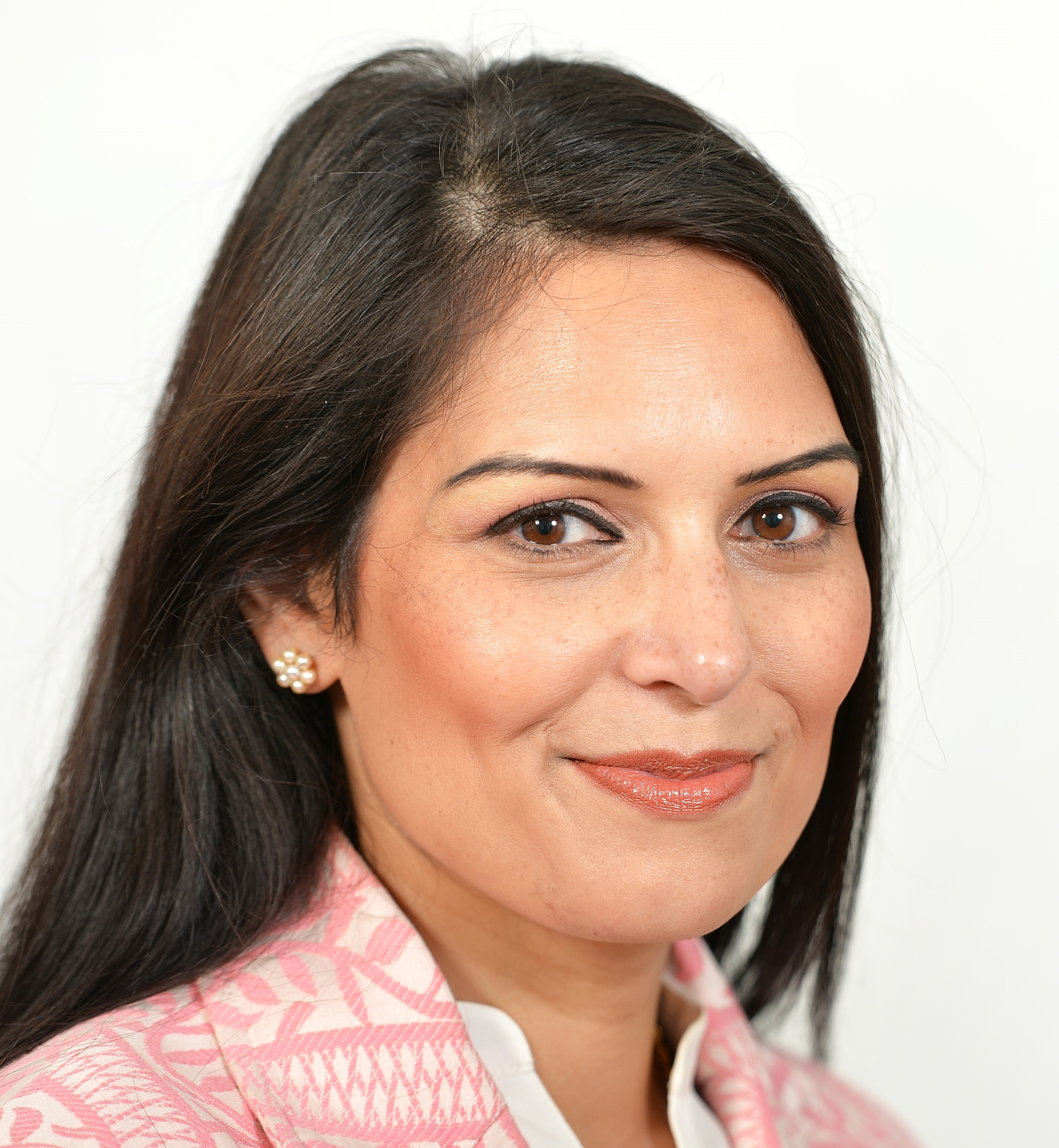
Прити Пател в 2015 году

Прити Пател — дочь Сушила и Анджаны Пател. Семья её матери эмигрировала из индийского штата Гуджарат в Уганду ещё в начале XX века и создала значительное состояние на плантациях чая, кофе и хлопка. Семья отца также эмигрировала в Уганду из Гуджарата, но он принадлежал к бедным слоям населения, и его брак с Анджаной был неодобрительно воспринят её родными. К 1972 году, когда президент Уганды Иди Амин объявил о массовой депортации населения индийского происхождения, семья уже лишилась всего состояния и переехала в Великобританию, где Сушил Пател создал сеть газетных киосков.
В 2004 году Пател вышла замуж за консультанта по маркетингу и связям с общественностью Алекса Сойера, который стал посвящать часть своего времени работе в офисе своей жены; в 2008 году у них родился сын — Фредди.
В 2013 году Сушил Пател выставил свою кандидатуру на дополнительных выборах в Палату общин в избирательном округе Южный Буши (Bushey South) в графстве Хертфордшир. Скандальный оттенок этому событию придало то обстоятельство, что Пател стал кандидатом Партии независимости Соединённого Королевства и оказался в результате выборов на втором месте, уступив консерватору, но опередив кандидатов от лейбористов и либерал-демократов. Поскольку сама Прити Пател также известна своим евроскептицизмом, поступок её отца, по мнению аналитиков, мог создать дополнительные политические проблемы для Дэвида Кэмерона.